# Каменка (Киевская область)
Каменка (укр. Каменка) — село, входит в Вышгородский район Киевской области Украины.
Население по переписи 2001 года составляло 50 человек. Почтовый индекс — 07330. Телефонный код — 4596. Занимает площадь 0,1 км². Код КОАТУУ — 3221855301.

## Местный совет
07330, Київська обл., Вишгородський р-н, смт.Димер, вул.Леніна,19